# 中国经济史
中国经济史，是论述中国经济千百年的变迁，中国经济在世界上占有舉足輕重的地位。在远古的农业经济时代，中国经济规模在世界上曾独领风頭了近2000年。古代中国的经济周期通常与王朝的兴衰与更替相對應。經濟重心也隨著政治、戰爭、人口遷徙、工農商及海陸交通的發展而不斷改變。歷史學家認為古代中國的經濟重心轉移的趨勢是由北至南，並大體上可分為幾個重要的階段：第一階段為遠古至西晉末年，其中以三國孫吳時轉變較大；第二階段為東晉至北宋末年，其中以唐安史之亂劃分為前後；第三階段為南宋建立至鴉片戰爭，此時長江以南經濟已完全超越黄河中下游。
11世纪—13世纪的宋元时期，中国工商业发展迅速，宋仁宗年前已于四川产生交子、会子等纸币，到元代纸币的流通扩大到全国范围，称为钞。这时中国的市场经济有了长足的发展，也最先体验到金融危机的破坏作用。宋元时期對外貿易頻繁，大量白銀通過海外貿易流入中國。
明清以来中国经济政策趋于保守，政府长期采取重农抑商的政策，并对外实行海禁，工商业发展受到限制。18世纪以来，西歐逐漸從美洲大量進口廉價小麥等糧食，英國放棄小麥種植改作畜牧業，欧洲则迅速从中世纪农业经济社会逐步转型到工商业经济社会，並且發生工业革命，中国经济遂落后于西方。自鸦片战争以来，中国原来保守的小农经济体系受到了西方世界的极大冲击。
晚清时，中国的工业化、城市化、现代化进程艰难起步。随着清末，现代工业在中国东部沿海地区的发展，经济地区差异“从南北差距为主、东西差距为次，变为东西差距为主、南北差距为次”。东部沿海地区为中国经济中心的格局延续至今。但中国效仿西方发展工业的过程并不顺畅，其间不断受到内外因素的干扰。在1927年国民政府定都南京至1937年抗日战争爆发前的中华民国经济建设时期，被称为“黄金十年”。其后由于抗日战争全面爆发，直至第二次国共内战结束，中华人民共和国建立后，政局才稳定下来，使经济得以发展。
中华人民共和国建国初期，中华人民共和国政府构建了苏式计划经济的经济模式，并在苏联帮助下初步建立国家工业体系。其后的发展被大跃进和文化大革命等运动严重影响。1978年，邓小平提出改革开放，成为至今中国大陆地区发展经济的主要方向，经济模式向市场化方向、混合经济不断转变，主要是吸引外資，逐步对外开放，经过40年的发展，中国经济已经成为世界经济的主要力量，2019年的GDP已经接近100万亿元人民币，超过14万亿美元，成为欧盟和美国之后的世界第三大经济体以及位居美国之后的世界第二经济大国，拥有14亿人口的基数，人均GDP超过一万美元为10276美元，为中上收入国家水平，东部部分省市人均已突破两万美元。现在中国经济對世界经济的影響日漸加深，并拥有全世界最多的中产阶级群体，成为仅次于美国的第二大消费市场。但中国经济发展受到资源限制、环境污染、贫富差距拉大，地产泡沫，地区发展不平衡，产业需要升级等因素的影响。近年面对全球化的冲击，中美贸易战，中国大陆與日韓、港台东南亚和世界其他地区的經貿往來已變得十分頻繁。

## 先秦時期
中國歷史源自黃河流域，約在商、周時期，中國進入以農業為主的經濟。春秋戰國的法家认为农业是本业，工商是末业，提出了重本抑末，也就是重農抑商的政策，自此一直到近代，中國經濟主體一直都是農業。
商、周、秦、漢等朝代經濟和政冶中心都是位於北方關中。《史記·貨殖列傳》记载：“故关中之地，於天下三分之一，而人众不过什三；然量其富，什居其六。”西漢中期时，江南一帶還是待開發的地方，《史記·貨殖列傳》记载：“楚越之地，地廣人稀，飯稻羹魚，或火耕而水耨，果贏蛤，不待賈而是，地熱饒食，無饑饉之患，故呰窳偷生，無穩聚而多貧，是故江淮以南，無凍餓之人，亦無千金之家”。當時長江流域的經濟发展水平和人民生活水平遠低於北方地区。

## 秦汉

### 莊園經濟的萌芽
秦汉时期允许土地自由买卖，地方富商擁有大量田地，並且自行築堡擁兵自據，形成中国最早的莊園經濟，土地兼併也成為主流。西汉前期開始出现贸易市集的經濟形式。到汉武帝时期，朝廷为了增加庫房收入，实行了均输平准（朝廷统购统销）和盐铁专卖政策。

## 三國

### 農業向江南轉移
東漢末年開始經歷戰亂和災荒，「自三國時候開始，農業生產的重心已逐漸向江南轉移。」其中人口在北方減少，南方增加，同時農業技術於南方有所提升，增加了收穫。《三國志·吳書·賀全呂周鍾離傳》載：“鐘離牧……字子干，會稽山陰人，漢魯相意七世孫也。少爰居永興，躬自墾田，種稻二十餘畝。……得六十斛米”，平均每畝收穫三石。“江南就近利用其資源的礦冶業、煮鹽業、制瓷業、麻織業等也有相當高的發展水平，造船業更為發達”。

### 货币政策
三国魏晋南北朝时期的社会动乱，金属货币的流通范围减小，且形制多样，币值不一，出现了重物轻币的现象。
三国时期的曹魏实行的实物货币政策，魏明帝时恢复铸行五铢钱，形制与东汉时期五铢相似。蜀汉和东吴多实行大钱。蜀币主要有：直百五铢、直百等。吴币主要有：大泉五百、大泉当千、大泉二千等。

## 晋代
西晉時代莊園經濟大為盛行。平吳之後，皇室與官僚逐漸普及參與經商，並將商業活動發展到交廣等邊遠地區。例如吳王司馬晏的部下從事「市買錢帛」的簿冊，對商業的參與有一定的規模。石崇任荊州刺史時，劫遠使商客，致富不貲。他生活奢侈，甚至與王愷競相爭豪。晉室南渡後，中原財富大多轉移至江南地區，商業仍然興盛，最大商業中心為建康、次為江陵。由於戰亂與銅量不足，鑄錢不足，幣值處於混亂狀態。貿易也有發展，南北互市和海外貿易主要由官府掌握，私人經營商業的很多，交易的大宗物品是糧食、布帛、魚、鹽等生活用品和一些奢侈品。廣州海上貿易發達，進口明珠、翡翠、犀象、香料，出口以絲綢為大宗。
東晉時期，永嘉之亂後，大量北人南遷。“淮水北有大市百余，小市十余所。”《隋書·卷24·食貨》“進入魏晉南北朝以後，南方經濟始過去的零星與局部開發，而轉入到大范围的普遍開發階段。”“永嘉之亂作為起點，主要持點是南方文化高度上升，無論是經濟、政治、文化等方面，南北均各自形成中心，已南移。”

## 南北朝

### 實行均田制
南北朝时期，北方的北魏承接著前朝戰亂遺下的大量荒地，于485年把這些田地按制度分給農民，亦即是日後西魏东魏北周北齐和隋唐廣泛實行的均田制。

## 隋唐

### 大城市的形成
隋朝商業比魏晉南北朝發達許多，當時規模宏大、商業繁華的都市是長安、洛陽二京，在當時的世界是罕見的。長安有東西二市，東市名都會，西市名利人，外國商賈很多。洛陽在隋唐大運河開鑿以後成為南北貨物的集散地。洛陽有三市，東市名豐都，南市名大同，北市名通遠。其中通遠市臨通濟渠，周圍六里，二十門分路入市，商旅雲集，停泊在渠內的舟船，數以萬計。江都是江南貨物集散地，藉由運河之便「北通涿郡之漁商，南運江都之轉輸，其為利也博哉！」。而宣城、毗陵（今江蘇常州）、吳郡（今江蘇蘇州）、會稽（今浙江紹興）、餘杭（今浙江杭州）、東陽（今浙江金華）等等商業城市都是江南繁華之地。成都是巴蜀地區的商業中心，而廣州是海外貿易的重心。當時隋朝的貿易路線分為西域絲路和海上貿易。西域絲路主要經河西走廊、西域到波斯薩珊王朝、歐洲東部的東羅馬帝國。海上貿易，通南洋諸國和日本，對日本的關係尤為密切。
南北朝時期貨幣不一致，南朝梁和南陳有五銖錢，嶺南（粵地）盛行鹽米布，北齊有常平五銖、北周有永通萬國、五行大布、五銖錢三類，河西諸郡用西域金銀錢。隋初，各地仍然多使用各地錢幣。581年隋文帝制定新五銖錢，每一千錢重四斤二兩，禁止古錢和私錢流通。並且陸續在江都（今江蘇揚州）立五爐，在江夏（今湖北武漢）立十爐，在成都（今四川成都）立五爐，依照規定鑄造五銖錢。隋煬帝末期，政治腐敗，私鑄盛行。每一千五銖錢只重一斤，甚至翦鐵片、裁皮革、糊紙錢混入銅錢中使用。隋末錢賤物貴，幣制崩敗，一直亂到亡國。自魏晉以至隋唐，穀物和絹帛等實物經常被用為交換的媒介。
隋朝于619年灭亡后，经过100余年的比较稳定的发展，到唐玄宗开元年间已经恢复隋文帝仁寿年间的经济水平。但是唐玄宗天寶十四年，爆发安史之乱，其后七年零二个月的战乱，使得黃河中下游地区遭受巨大破壞。而南方地区因为受战乱的破坏相对来说轻微，所以南方經濟趕上，這個時期可以說是中國古代經濟重心完全向南轉移的開始。同時，“……江南八道和四川，由於沒有大規模戰事和其他因素影響，在農業、手工業生產方面不斷發展。”江南農業出現了有系統的農業技術書，如《四時纂要》，農具的改造、肥料、品種、農葯的改造和進步等。
唐代的城市商品经济处于成長的胚芽时期。长安（雍州、京兆府）、洛陽（洛州、河南府）、魏州、清河郡、齐州历城、睢阳（商州）、楚州、蘇州、涿郡、揚州（江都、广陵城）、成都（益州、成都府）、廣州、晋阳（并州、太原府）等都是一定地域內的商业中心。唐朝國內交通在当时世界上是十分發達的。陸路交通以長安為中心，道路遍佈全國。水路交通則是以洛陽為中心的南北大運河為主。全國共有驛站一千四百六十三所。其中陸驛一千二百九十七所，水驛一百六十六所。商人用于存放商物的邸店因其利润之高，在交通枢纽周边发展开来。唐朝中期开始，由于大批官僚士族与工匠南迁，长江流域商業城市發展快速，国家的经济财政亦仰赖南方的补给，当时有「揚一益二」的說法；而江南最大城市、江南东道治所苏州的繁华程度在中唐时期已逐渐开始超越扬州和洛阳，在全国仅次于长安，成为整个中国南方唯一的、最高等级的州——雄州，有「甲郡标天下」之说，即所谓“当今国用，多出江南。江南诸州，苏最为大”；此外杭州、湖州等地的经济也得到较快发展。而坊市分開的制度在苏州、揚州等商業城市被打破，還出現夜市。
大唐是世界上最早发行纸币的国家，飛錢是世界上最早的纸币。這是世界上最早的紙幣雏形，也是近代世界各国学者所公认和认可的最早纸币。唐代大城市中出現櫃坊和飛錢。櫃枋經營錢物寄付，在櫃枋存錢的客戶可以憑書貼（類似於支票）寄付錢財。這些都說明商業在唐朝中期的繁榮。唐末，因為黃巢之亂和藩镇戰爭，户数锐减，社会经济规模再也未能达到开元盛世的水平:113。
唐代，海外貿易開始興盛，西元八世紀下半期，從廣州經由麻六甲海峽進入印度洋，抵達印度、錫蘭、再西入波斯灣、亞丁及紅海地區的航路，將通往西方的海道與往新羅及日本的海道連接起來。唐代海外交通所能抵達的範圍，已及於新大陸發現之前舊世界的大部分地區，中東商人如猶太人、波斯人以及阿拉伯人紛紛東來。中國沿岸的交州、廣州、泉州、明州（今浙江宁波）、揚州等城市，因與蕃舶互動頻繁，如雨後春筍般興盛起來，成為重要的對外貿易港口。為因應海上貿易的新形勢，唐代還特別設置「市舶司」，用來管理蕃舶的進出以及徵稅事由。海外貿易的數量，自此不斷成長。
中唐时期南方的經濟地位，亦可見於文人記述，如韓愈的《十九送陸歙州詩序》说“當今賦出於天下，江南居十九”。《新唐書·卷一百七十八》载“德舆建言：‘江、淮田一善熟，则旁资数道，故天下大计，仰于东南。……’”唐憲宗也不得不承認：「軍國費用，取資江淮。」
唐末及北宋莊園十分盛行，大半是地主自己經營的農場。莊園經營方式不一，有奴僮、有雇農、有佃農。到宋代，使用奴隸的農場愈來愈少，使用僱工耕種漸漸增加。從北宋末年開始，以雇工經營的大農場也愈來愈少，地主逐漸將土地出租給佃農。
唐朝中葉，官僚地主侵夺田地，均田制废止，地主庄园经济便日益发展起来，如田庄、庄田、庄宅、庄院、山庄，岭南节度使韦宙的“江陸别业”积攒谷物七千堆、宋之问的“兰田山庄”、王维的“辋口庄”等都是有名的大庄园，江南军使苏建雄，“有别墅，在昆陵，恒使傔人李诚来往检视”。早在唐高宗时，王方翼就已經“辟田数十顷，修饰馆宇，列植竹木”。唐玄宗诏稱：“王公百官及富豪之家比置庄田，恣行吞并”。安史之乱后，均田制既坏，庄园经济更加发达，陆贽指出：“今制度弛紊，疆理隳坏，恣人相吞，无复畔限，富者兼地数万亩，贫者无容足之居”。
唐代的僧侶也都有大量土地，宜春郡的齐觉寺，“其寺常住庄田，孳畜甚多”。又如少林寺有柏谷庄，占地40顷。吐蕃亡国后，各地教派割据，政教合一，出现很多庄园。

## 宋代
均田制自武周末年开始瓦解，自中唐之后的历代王朝都沒有正式立過任何新兴的田制。當時北宋已在五代十国时期各国经济文化逐步发展和提高的基础上拥有不同形形色色的工商業，其中有些還是與海外諸國進行貿易，通商城市包括泉州、明州、廣州等。這種通商貿易到南宋时更加頻繁，直到蒙元完全控制全国后朝廷先后實行总计四次海禁政策後，對外貿易日渐趋于萎缩，到明代建立时已完全停止。

### 遠洋船舶貨易
《宋史·列传第九十六》云“國家根本，仰給東南”。中國古代經濟重心南移成熟於北宋中期，之后因为靖康之难而重建的宋朝，史称南宋，建都臨安。在政治中心轉移的同時，期间大量中原人民为避难大量南遷，南宋朝廷“努力安定他們的生活，借以恢復和發展農業生產……。構成為华南勞動全產的生力大軍……此外還有許多小商人和手工業者”對外貿易方面，南宋朝廷在泉州、廣州和明州設對外貿易港口。南宋市舶司的最高收入因此比北宋最多時高出四倍余，成南宋朝廷收入的二十分之一。此時期的特徵是除了過往南方經濟不斷發展，其政治中心亦已轉往南方，亦成為經濟核心。

## 元代
元朝的经济仍以农业为主，生产技术、垦田面积、粮食产量、水利兴修以及棉花种植面积等方面都取得了较大发展。由于蒙古族在草原时期以畜牧为主，经济单一，对商品交换依赖較大，同时受儒家轻商思想较少，故元朝较少抑商，商品经济十分繁荣，使其成为当时世界上相當富庶的国家。而元朝的首都大都（北京市），也成為當時闻名世界的商业中心。为了适应商品交换，元朝建立起世界上最早的完全的纸币流通制度，是中国历史上第一个完全以纸币作为流通货币的朝代，比欧洲早了400多年（元末时因滥发纸币而造成通货膨胀，也比欧洲早了400多年）。商品交流也促进了元代交通业的发展，改善了陆路、漕运，内河与海路交通。

### 實行匠籍制
匠籍制（匠戶制）為元代的一種手工業制度。明代沿襲了元代的匠籍制度，將人戶分為民、軍、匠三等。其中匠籍全為手工業者，軍籍中也有不少在各都司衛所管轄的軍器局中服役者，稱為軍匠。從法律地位上說，這些被編入特殊戶籍的工匠和軍匠比一般民戶地位低，他們要世代承襲，且為了便於勾補不許分戶。匠、軍籍若想脫離原戶籍極為困難，需經皇帝特旨批准方可，二身隸匠、軍籍是不得應試躋於士流的。輪班匠的勞動是無償的，要手工官坐頭的管制盤剝，工匠以怠工、隱冒、逃亡等手段進行反抗，明政府不得不制定了適應商品經濟發展的以銀代役法。嘉靖四十一年（1562）起，輪班匠一律徵銀，政府則以銀僱工。這樣，輪班匠實際名存實亡了，身隸匠籍者可自由從事工商業，人身束縛大為削弱。明中期開始的逐步深化的匠役改革無疑促進了民間手工業生產的發展。到了清代，持續了4個半世紀的匠戶制度正式終結。

## 明代
明朝建立后实施严厉的禁海政策，海外贸易开始转入地下的走私贸易。隨著明太祖洪武年間寶鈔提舉司發行的「大明寶鈔」紙幣的流通失敗，整個貨幣體系轉向為以銀本位為主，當時明朝佔有世界白銀需求量三成左右。
明穆宗隆庆元年(1567年)朝廷废止海禁后，此时對外貿易重新活跃起来，直到明亡的这个期间大量白銀通過海外貿易流入中國。明太祖洪武年間實行休養生息的政策與移民墾荒，曾派遣國子監下鄉督導水利建設，並以減免稅賦獎勵耕作。也實行屯田政策，軍屯面積佔全國耕地的近十分之一，私人商屯也很興盛，朝廷再以買賣食鹽的專賣證（稱之為鹽引）作為交換，利誘商人將糧食運往邊疆，以確保邊防的糧食需求。明代中後期商人地位有所提高，部分士大夫認為經商有成，在價值上也等同於讀書有得，「亦賈亦儒」「棄儒就賈」的現象也開始出現，商幫商會等集團也逐漸擴大。
手工業方面，明代仍然延續元代的匠籍制，以江南地區為代表的手工業高度發展，松江潞安府全盛時有織機1.3萬張，南京一地有眾多的陶瓷廠，每年可生產100萬件瓷器，施釉方式以吹釉法代替刷釉法，使施釉更加均匀光泽。

### 城鎮經濟的活躍
明代經濟的另一個特色是城鎮經濟的繁榮，運河沿線由於往來商船不斷，周邊城市如濟寧、淮安、揚州等都非常發達。東南地區由於商品經濟繁榮，成為全國的經濟集散地。明嘉靖、萬曆年間起，各地出口絲綢、酒肉、蔬果、煙草、農作物、瓷器等商品不計其數，大量外銷賺取外匯所得；外國的不少東西在中國城市都有賣，如歐洲的西洋鐘、美洲的煙草等。

## 清代
明清时期，在中国形成十大商帮。其中晉商、徽商支配中國的金融業，閩商、潮商掌握海外貿易。清朝曾實施海禁政策，直到統治台灣後，沿海貿易放宽而变得更為活絡，貨幣方面採銀銅雙本位制。康熙晚期為防止民變，推行禁礦政策，在一定程度上阻礙工商業的發展。到18世纪中叶，徭役劳动力的动员已大大减少，清朝统治者通过财政改革减少了这种古已有之但令人厌恶的做法，获得了民众的高度赞扬。《哈佛中国史》等著作将晚明到整个18世纪康乾盛世时期的发展称为中华帝国的第二次商业革命，比宋朝时发生的第一次商业革命转型幅度更大，其中商业化扩散至地方乡村社会的情况达到前所未有的地步。到了清朝中叶，中国被认为大概是全世界最商业化的国家。
近代的中國經濟發展的特色是逐漸被納入全球的資本主義經濟體系之中。早在清朝中葉開始，已有大量對外貿易活動，最初只集中在廣州一城，鸦片战争後擴展至沿岸各城市，如上海、天津、寧波等等。清末新興工業盛行，主要集中在東面沿海，發展至今日生產規模擴展至全國，為著名的「世界工廠」。同时，19世纪中叶，受第一次鸦片战争、第二次鸦片战争以及太平天国运动影响，中国传统小农经济逐渐解体，从通商口岸开始，出现大量自由劳动力，为中国资本主义发展提供了劳动力基础。

## 中华民国大陸時期
中华民国建国之初，金融市场、货币流通十分混乱。全国范围内仅流通货币就有几十种，有鹰洋、站人、本洋等外国银元，有广东、湖北、江南、安徽等地铸造的各种龙洋，还有吉林币、东三省币、奉天币、造币厂币、北洋币、大清银币等等，严重阻碍经济交流和经济发展。1912年和1913年，中华民国财政部曾两次设立币制委员会，讨论国家币制的问题，但都无果而终。1914年2月7日，《国币条例》公布，规定中国采用银本位，定银元为国币。1914年12月及1915年2月，先后由天津造币总厂及江南造币厂开铸一元新银币，即袁头币。1935年起由國民政府發行新的法定貨幣——法幣，結束了中國使用接近五百年的銀本位幣制。法幣後來因大量發行引發惡性通脹，在1948年由金圆券取代。金圆券从1948年8月開始發行，至1949年7月停止流通，只使用了十個月左右，貶值卻超過二萬倍，使大陆民众經濟損失極巨，导致國民黨失去民心。1949年7月，中華民國政府发行银圆券取代价值已近废纸的金圆券。银圆券发行的同时，中国大陆政局形势渐变。银圆券随着局势，价值亦大幅贬值，最后被中国共产党发行的人民币所取代。

## 中华人民共和国
1949年中华人民共和国成立后，中国大陆实行类似于苏联列宁时期的新经济政策，被称作过渡时期总路线。1956年社会主义改造完成后实行苏联式的高度集中的计划经济体制，该体制的弊端随着经济发展不断趋向严重。之后又经历了大跃进，文化大革命。由于计划经济体制等多种因素，中国社会长期处于物资匮乏的状态，生活物资则实行全民计划配给制。
1978年，邓小平提出中国大陆实行改革开放政策后，经济体制由旧有的不适应经济进一步发展的苏联式计划经济体制逐步转向以市场为导向的经济体制，政府对经济依然有某种程度上的主导作用，与日韩模式相似。在这种改革下，在农村实现了第二次土地改革，以家庭联产承包责任制逐渐取代了农业合作社，工业企业中的企业领导层拥有更大的自主权，国有企业逐渐成为独立核算的市场主体，允许私人经营服务业以及轻工业，并打开国门，大量引进外资。这种经济体制在1992年后被中国政府称为“中国特色的社会主义市场经济体制”。
经过改革开放40年的发展，中国大陆经济规模迅速扩大，年均增长率近10%，是世界上经济增长速度最快的国家。从2010年起，中国GDP总量超过日本，居世界第二。经济高速增长亦对中国政治产生影响，中国民众可能因经济差距“投向西方的怀抱”的担忧消解，同时帮助新民族主义崛起，对中国共产党和中国政府的政治认同得以巩固:26。
人均GDP从1979年的275美元增加到2019年的10276美元，对外贸易规模世界第一，220种制造业产品产量居世界第一，对世界经济增长的贡献居第一，世界经济增长的第一大发动机，2019年外汇储备维持在3兆美元左右。2014年国内GDP突破十兆美元大关，跻身世界仅有的两个“十兆美元”经济体。2019年国内GDP突破14万亿美元，但是也存在区域发展不平衡，城乡差距以及环境污染等问题。IMF和世界银行预估中国经济将在2025-2030期间会超越美国成为世界第一经济体。

## 外部連結
- 林滿紅：〈中國傳統經濟的特徵（页面存档备份，存于）〉。
- 赵冈：〈重新评价中国历史上的小农经济（页面存档备份，存于）〉。
- 柿沼阳平：〈战国秦汉时期的物价和货币经济的基本结构（页面存档备份，存于）〉。
- 苏基朗：〈中国经济史的空间与制度：宋元闽南个案的启示（页面存档备份，存于）〉。
- 刘光临：〈宋明间国民收入长期变动之蠡测（页面存档备份，存于）〉。
- 刘光临：〈明代通货问题研究——对明代货币经济规模和结构的初步估计（页面存档备份，存于）〉。
- 王业键：〈明清经济发展并论资本主义萌芽问题（页面存档备份，存于）〉。
- 张彬村：〈明清市场经济发展的困境（页面存档备份，存于）〉。
- 刘石吉：〈明清市镇发展与资本主义萌芽（页面存档备份，存于）〉。
- 王卫平：〈论明清时期江南地区的市场体系（页面存档备份，存于）〉。
- 劉翠溶：〈明清時代南方地區的專業生產（页面存档备份，存于）〉。
- 艾尔曼：〈金钱万能：明清間中国帝制晚期的商业、经典与品位（页面存档备份，存于）〉。
- 黄宗智：〈略论华北近数百年的小农经济与社会变迁（页面存档备份，存于）〉。
- 黄宗智：〈中国经济史中的悖论现象与当前的规范认识危机（页面存档备份，存于）〉。
- 黄宗智：〈发展还是内卷？十八世纪英国与中国——评彭慕兰《大分岔：欧洲，中国及现代世界经济的发展》（页面存档备份，存于）〉。
- 黄宗智：〈再论18世纪的英国与中国——答彭慕兰之反驳（页面存档备份，存于）〉。
- 赵冈：〈生产函数与农史研究——评彭、黄大辩论（页面存档备份，存于）〉。
- 王国斌：〈中国与西欧农村工业与经济发展的比较研究（页面存档备份，存于）〉。
- 劉翠溶：〈民國初年製造業之發展（页面存档备份，存于）〉。
- 张仲礼：〈关于中国民族资本在二十年代的发展问题（页面存档备份，存于）〉。
- 中國經濟專題研究（页面存档备份，存于）